# Royal Dauphins Mouscronnois
Il Royal Dauphins Mouscronnois, abbreviato anche con RDM, è una società pallanuotistica belga. Nella sua storia vanta di aver conquistato il titolo belga per tredici volte e la Coppa del Belgio per quattro volte.

## Storia
Il Royal Dauphins Mouscronnois vince il suo primo trofeo nazionale nel 1997, imponendosi nella Coppa del Belgio. Due anni più tardi, nel 1999, arriva il primo trionfo nel campionato belga, trionfo che si ripete anche l'anno successivo, nel 2000. Il terzo titolo arriva nel 2002, anno in cui la società centra sia l'obiettivo Coppa del Belgio sia l'obbiettivo campionato. Da campioni in carica vincono il campionato belga anche nel 2003, e la Coppa del Belgio nel 2004, prima di una lunga fase di digiuno che si interrompe nel 2010 con la quinta vittoria del campionato nazionale.

## Palmarès

### Competizioni nazionali
- Campionato belga: 13

1999, 2000, 2002, 2003, 2010, 2011, 2015, 2016, 2017, 2019, 2023, 2024, 2025
- Coppa del Belgio: 9

1997, 2002, 2004, 2011, 2013, 2015, 2016, 2023, 2024